# Padrón Real

Mapamundi de Diego Ribero (1529), copia del Padrón Real

El Padrón Real (después del 2 de agosto de 1527 conocido como Padrón General) era el principal mapa español, oficial y secreto, que era utilizado como modelo para los mapas y cartas náuticas presentes en todos los barcos españoles durante el siglo XVI. Su realización y mantenimiento se hacía en Sevilla por la Casa de la Contratación de Indias. Los pilotos de los barcos españoles estaban obligados a utilizar una copia de la carta oficial, bajo el riesgo de la pena de una multa de 50 doblas. El mapa probablemente incluía una carta de gran tamaño que colgaba de la pared del antiguo Alcázar de Sevilla. Numerosos cartógrafos oficiales y pilotos contribuyeron a su desarrollo, entre ellos Américo Vespucio, Sebastián Caboto, Alonso de Santa Cruz y Juan López de Velasco.

## Orígenes
Tras realizar el último de sus viajes, Americo Vespucio fue invitado en noviembre de 1507 a participar como cartógrafo experto en la Junta de Burgos, junto con Yáñez Pinzón, Juan de la Cosa y Juan Díaz de Solís. En febrero de 1508 se realizó la reunión presidida por el rey Fernando, que ya había recuperado el gobierno de Castilla tras la muerte de Felipe. Allí se decidió retomar los planes de exploración del Nuevo Mundo, en especial los concernientes al Paso del Sur. El Rey comisionó a Yáñez Pinzón y a Díaz de Solís para la búsqueda de este camino a las "islas de Especiería". Vespucio deseaba organizar una expedición propia lo antes posible, pero en la reunión se estableció que jugaría un nuevo papel que lo mantendría en tierra firme: el 22 de marzo el rey Fernando lo nombró «piloto mayor de Castilla», dependiente de la recientemente creada en 1503 Casa de Contratación, el organismo encargado de fomentar y regular el comercio y la navegación con el Nuevo Mundo. Sus funciones serían las de enseñar las habilidades de navegación (en especial el manejo del cuadrante y del astrolabio), cosmografía y pilotaje en la nueva escuela naval de la ciudad; de seguir y calificar el progreso de los aprendices; de aplicar sanciones por violación de las normas; de inspeccionar instrumentos de navegación e investigar sobre los problemas relacionados con la actividad. 
Además, tenía a su cargo la responsabilidad de los registros cartográficos e hidrográficos, siendo una labor central la confección del Padrón Real, el mapa donde figurarían todos los hallazgos nuevos. Las disposiciones de la Corona fueron claras al respecto:

Mandamos a nuestros oficiales de la Casa de Contratación de Sevilla, que hagan juntar a todos nuestros pilotos, los más hábiles que se hallaren en la tierra a la sazón, é en presencia de vos el dicho Amerigo Despuchi (sic), nuestro piloto mayor, se ordene é haga un padrón de todas las tierras é islas de las Indias que hasta hoy se han descubierto pertenecientes a los nuestros reinos é señoríos, é sobre las razones e consulta dellos, é al acuerdo de vos el dicho nuestro piloto mayor, se haga un padrón general, el cual se llame el padrón Real, por el cual todos los pilotos se hayan de regir é gobernar.
Germán Arciniegas

Este fue el inicio de una tarea que fue constantemente mejorada desde su primera versión en 1507/08. Todos los barcos que regresaban tenían que informar de todos los detalles sobre las nuevas tierras o descubrimientos que hubieran hecho a la Casa de Contratación, junto con las latitudes y longitudes. Los oficiales del barco declaraban bajo juramento. Los pilotos de la Casa de Contratación trazaban esa información en sus mapas. Cuando un nuevo barco zarpaba, se le proporcionaban las cartas que se copiaban del mapa maestro, el Padrón Real, que más tarde fue llamado Padrón General. 
Diego Ribeiro, que entró al servicio de los españoles en 1518, elaboró varias versiones de la carta, desde 1525 a 1532, basándose en los datos obtenidos en la circunnavegación del mundo de Fernando Magallanes y en las exploraciones españolas en América del Norte. Otras revisiones de la carta real fueron dirigidas por los cartógrafo reales Alonso de Chaves, en 1536, y Alonso de Santa Cruz, en 1542.
Casi ninguno de estos mapas ha sobrevivido, pero se hicieron algunas copias ocasionales para príncipes y dignatarios extranjeros, y algunas de ellas todavía existen. Por ejemplo, en la Biblioteca Medicea-Laurenziana de Florencia, hay un mapa que se cree copia del Padrón Real llamado Planisferio Salviati. Este planisferio probablemente le fue dado en 1526 por el emperador Carlos V al cardenal Giovanni Salviati, legado de Clemente VII. En el archivo del marquesado de Castiglione en Mantua, hay otro mapa del mundo similar, producido casi al mismo tiempo y entregado por el emperador al conde Baltasar de Castiglione. 
Hay algunos otros ejemplos de estos mapas del mundo copiados del Padrón Real que se dieron a varios príncipes alemanes. El ejemplar más impresionante copia del Padrón Real se encuentra en la Biblioteca Vaticana, y fue entregado al Papa Clemente VII por el Emperador en 1529.
El Padrón Real fue similar en principio al mapa principal secreto portugués, el Padrão Real, desarrollado por la organización portuguesa de la Casa da Índia, o Casa de la India, que había sido establecida en Lisboa en 1500 (o 1501 según algunas fuentes), y que duró hasta 1755.

## Cartógrafos
Esta empresa era una tarea enorme y fue tomada muy en serio, ya que sin una buena ayuda a la navegación, la capacidad de España para explotar y beneficiarse de sus descubrimientos hubiese estado limitada. La Casa de Contratación tenía un gran número de cartógrafos y navegantes (pilotos), archiveros, redactores y conservadores de actas, administradores y otras personas involucradas en la producción y gestión del Padrón Real. 
El famoso Americo Vespucio, que hizo al menos dos viajes al Nuevo Mundo, fue un piloto que trabajó en la Casa de Contratación hasta su muerte en 1512. En 1508 se creó para Vespucio un cargo especial, el de piloto mayor (jefe de navegación), que tenía la responsabilidad de formar a los nuevos pilotos para los viajes oceánicos. Su sobrino Juan Vespucio heredó de su famoso tío los mapas, las cartas e instrumentos náuticos, y fue nombrado asimismo para desempeñar el mismo puesto de Americo como piloto oficial del gobierno español en Sevilla. En 1524, Juan Vespucio fue nombrado «examinador de pilotos», en sustitución de Sebastián Caboto, que entonces estaba encabezando una expedición en Brasil. 
En las décadas de 1530 y 1540, algunos de los cartógrafos principales (conocidos como «cosmógrafos») en la Casa de Contratación que trabajaron en el Padrón General fueron Alonso de Santa Cruz, Sebastián Caboto y Pedro de Medina
El cartógrafo Diego Gutiérrez fue nombrado cosmógrafo de la Casa de la Contratación por designación real el 22 de octubre de 1554, después de la muerte de su padre Diego en enero de 1554, y trabajó en el Padrón General. En 1562, Diego Gutiérrez publicó un mapa notable titulado Americae ... Descriptio en Amberes. La razón por la que se publicó en Amberes en lugar de hacerlo en España fue porque los grabadores españoles no tenían la habilidad necesaria para imprimir un documento complicado. Otros cosmógrafos conocidos fueron Alonso de Chaves, Francisco Falero, Jerónimo de Chaves y Sancho Gutiérrez (hermano de Diego). 
Hacia finales del siglo XVI, Juan López de Velasco era el cosmógrafo mayor de Sevilla. Elaboró un mapa maestro y doce mapas subsidiarios que reflejaban el imperio español en todo el mundo en forma cartográfica. Esta hazaña superó todo lo hecho por otras potencias europeas en ese momento. Sin embargo, esto marcó el fin de la supremacía de España en la cartografía. Después de la labor de Velasco, cartógrafos de otros países, como ingleses, neerlandeses y franceses, fueron más capaces de organizar y presentar la información geográfica.